# Abarth 2000
L'Abarth 2000 (aussi appelée : Abarth 2000 Sport ou Abarth 2000 SE) est une voiture de course italienne à moteur arrière. En 1971, elle remporte une victoire de classe aux 1 000 kilomètres de Monza et termine onzième au classement général. La voiture est homologuée pour le Groupe 4 de la FIA le 1er avril 1969, avec une production totale d'au moins cinquante unités.